# Álex de Miñaur
Álex de Miñaur Román (en inglés: Alex de Minaur; Sídney, 17 de febrero de 1999) es un tenista australiano de origen uruguayo y español.  Alcanzó su mejor clasificación en el ranking ATP de individuales como número 6, el 15 de julio de 2024, y en dobles como número 58 el 12 de octubre de 2020. Ha ganado diez títulos individuales y uno en dobles en el circuito ATP, y ha llegado a cinco cuartos de final en torneos de Grand Slam.

## Carrera profesional

### 2017
Alex debutó en la ATP en el Torneo de Brisbane 2017, donde recibió un Wildcard para el cuadro de clasificación. Ganó los dos partidos de clasificación y logró entrar a su primer cuadro principal. Ganó su primer partido en la ATP en el Torneo de Sídney 2017 ganándole al francés Benoît Paire que era N.º 46 del mundo.
Debutó en un Grand Slam en el Abierto de Australia 2017 luego de que recibiera una invitación para el cuadro principal, allí también ganó su primer de partido Grand Slam ante el austríaco Gerald Melzer que era 89 del mundo. Después perdería con el estadounidense Sam Querrey que era 32 del mundo. Tenisticamente se formó de niño en Alicante, hasta su marcha a Australia para más tarde regresar a España y en particular a Mutxamel.

### 2018
2018 fue el año de su consagración en la élite llegando a disputar 2 finales en pista dura al aire libre, en Washington y Sídney. Ese mismo año, logró su primer título Challenger. Con solo 18 años, De Miñaur se consolidó en el circuito ATP pasando del número 208 del ranking ATP que ocupaba a principios de año, a terminar el año rozando el top 30 (31).

### 2019
En el año 2019 De Miñaur levantó su primer título ATP en el Torneo de Sídney, mejorando la final a la que ya había llegado el año anterior y derrotando en la final a todo un veterano del circuito como al italiano Andreas Seppi (34 años). Este título le convirtió en el primer jugador de su generación (nacidos en 1999) en levantar un título ATP.
De Miñaur llegó a su cuarta final ATP en el Torneo de Atlanta, donde derrotó a Taylor Fritz. No enfrentó ningún punto de quiebre en los cuatro partidos que disputó, ganado 116 de 123 puntos con su primer servicio.
En el Abierto de Estados Unidos De Miñaur derrotó a Kei Nishikori en la tercera ronda, logrando su primera victoria sobre un jugador top 10.
En septiembre De Miñaur logró su tercer título ATP en el Torneo de Zhuhai al vencer al español Roberto Bautista Agut en semifinales y al francés Adrian Mannarino en la final.
En el torneo Torneo de Basilea, De Miñaur accedió a la final de un torneo ATP 500 por segunda vez en su carrera, donde cayó derrotado ante Roger Federer, pero logrando el mejor ranking de su carrera hasta ese momento, en el puesto 18.
En el Masters de París volvió a vencer a Bautista Agut, pero fue superado en el siguiente partido por Stéfanos Tsitsipás.
De Miñaur alcanzó la final del Next Generation ATP Finals, donde perdió ante Jannik Sinner.

### 2020
En la Copa ATP 2020, De Miñaur ganó tres de sus cinco partidos, llevando a su equipo a las semifinales.
En agosto, ganó el torneo de dobles del Masters de Cincinnati junto a Pablo Carreño Busta.
En el Abierto de Estados Unidos, el australiano triunfó ante Richard Gasquet, Karen Jachánov y Vasek Pospisil para alcanzar cuartos de final.

### 2021: campeón del Torneo de Antalya y del Torneo de Eastbourne
Empieza la temporada en el Torneo de Antalya donde se proclama campeón tras la retirada de su oponente Aleksandr Búblik cuando el marcador estaba 0-2 a favor del australiano. 
Forma parte del equipo australiano de la Copa ATP celebrada en Melbourne. Alex pierde los dos partidos que juega contra el español Roberto Bautista (4-6, 6-4, 6-4) y el griego Stéfanos Tsitsipás (6-3, 7-6). 
En el Abierto de Australia gana en primera ronda a Tennys Sandgren (5-7, 1-6, 1-6), en segunda a Pablo Cuevas (3-6, 3-6, 5-7) y pierde en tercera ronda contra Fabio Fognini (6-4, 6-3, 6-4). 
En el Torneo de Róterdam pierde en octavos de final 3-6, 6-2, 5-7 contra Kei Nishikori. En el Torneo de Dubái pierde en primera ronda contra Jérémy Chardy (6-2, 3-6, 4-6). 
En el Masters de Miami cae en su primera partido 6-4, 3-6, 4-6 contra Daniel Elahi Galán y en el Masters de Montecarlo pierde en la misma ronda contra Alejandro Davidovich Fokina (6-4, 7-6). 
En el Torneo de Barcelona pierde en octavos de final contra Stéfanos Tsitsipás (5-7, 3-6). En el Masters de Madrid gana las dos primeras rondas contra Jaume Munar (4-6, 7-5, 6-1) y Lloyd Harris al retirarse este. Pierde en octavos de final contra Dominic Thiem (7-6, 6-4). 
En el Masters de Roma pierde en primera ronda 6-4, 6-3 contra Gianluca Mager. En Roland Garros gana en primera ronda a Stefano Travaglia (6-2, 6-4, 7-6) y pierde en segunda contra Marco Cecchinato (4-6, 1-6, 6-3, 1-6). 
Ya en la temporada de hierba disputa el Torneo de Halle donde cae en cuartos de final ante Jurij Rodionov (6-3, 3-6, 6-7). Es semifinalista del Torneo de Queens Club perdiendo contra Matteo Berrettini (6-4, 6-4). En este mismo torneo también es semifinalista en la categoría de dobles junto a Cameron Norrie perdiendo en este partido 7-6, 6-3 contra Reilly Opelka y John Peers
Se proclama campeón del Torneo de Eastbourne tras imponerse en la final 6-4, 4-6, 6-7 a Lorenzo Sonego. En Wimbledon cae en primera ronda contra Sebastian Korda (6-3, 6-4, 6-7, 7-6). 
En el Torneo de Washington pierde en primera ronda contra Steve Johnson (6-7, 6-4, 6-2). En el Masters de Canadá pierde en la misma ronda contra Nikoloz Basilashvili (1-6, 1-6). En el Masters de Cincinnati gana su primera partido 6-0, 4-6, 4-6 contra Filip Krajinović y pierde el segundo contra Gaël Monfils (6-3, 7-5). En este mismo torneo alcanza los cuartos de final el dobles junto a Cameron Norrie perdiendo 3-6, 4-6 contra Horacio Zeballos y Marcel Granollers. 
En el Abierto de Estados Unidos cae en primera ronda contra el local Taylor Fritz (7-6, 6-2, 1-6, 6-4). En el Masters de Indian Wells alcanza los octavos de final donde pierde 7-6, 6-7, 2-6 contra Stéfanos Tsitsipás. 
En el Torneo de Amberes pierde su primer partido contra Brandon Nakashima y en el Torneo de Viena alcanza los octavos de final perdiendo ante Alexander Zverev (2-6, 6-3, 2-6).  En el Masters de París pierde 6-0, 6-3 en primera ronda contra su compatriota Alexei Popyrin. 

### 2022: campeón del Torneo de Atlanta
Empieza la nueva temporada disputando la Copa ATP como miembro del equipo australiano en Sídney. Se enfrenta en la fase de grupos al italiano Matteo Berrettini ganando 3-6, 6-7; al ruso Daniil Medvédev perdiendo 6-4, 6-2 y al francés Ugo Humbert ganando 6-3, 6-7, 1-6. 
En el Abierto de Australia se enfrenta en primera ronda con victoria a Lorenzo Musetti (6-3, 3-6, 0-6, 3-6), en segunda a Kamil Majchrzak (4-6, 4-6, 2-6) y en tercera a Pablo Andújar (4-6, 4-6, 2-6). Pierde en cuarta ronda 6-7, 3-6, 4-6 contra Jannik Sinner. 
En el Torneo de Róterdam alcanza los cuartos de final donde pierde 6-4, 6-4 contra Stéfanos Tsitsipás. En el Torneo de Dubái cae en primera ronda contra Karén Jachánov (6-3, 6-7, 7-5). 
En el Masters de Indian Wells gana a John Millman (7-6, 6-3) y a Tommy Paul (7-6, 6-4). Pierde en octavos de final contra Taylor Fritz (3-6, 6-4, 7-6). En el Masters de Miami gana en primera ronda a Jordan Thompson (2-6, 3-6) y pierde en segunda ante Stéfanos Tsitsipás (6-4, 6-3). 
Ya en tierra batida disputa el Masters de Montecarlo perdiendo en segunda ronda contra Andréi Rubliov (2-6, 6-1, 6-4). Es semifinalista del Torneo de Barcelona donde pierde contra Carlos Alcaraz (6-7, 7-6, 6-4). 
En el Masters de Madrid gana al local Pedro Martínez Portero (7-6, 1-6, 6-3) y pierde en la siguiente ronda ante Jannik Sinner (4-6, 1-6). En el Masters de Roma alcanza los octavos de final perdiendo 3-6, 6-7 ante Alexander Zverev, tras ganar sus partido previos ante Dušan Lajović (4-6, 1-6) y Tommy Paul (7-5, 6-4). 
Es semifinalista del Torneo de Lyon cayendo ante Alex Molčan (6-7, 2-6). En Roland Garros pierde en primera ronda 4-6, 6-2, 6-3, 0-6, 7-6 contra Hugo Gaston. 
En la temporada de hierba disputa el Torneo de Queens Club donde pierde en octavos de final contra Alejandro Davidovich Fokina (6-4, 4-6, 5-7). Es semifinalista del Torneo de Eastbourne, donde defiende título, perdiendo 6-1, 6-7, 6-3 ante Taylor Fritz. 
En Wimbledon gana en primera ronda a Hugo Dellien (6-1, 6-3, 7-5), en segunda a Jack Draper (5-7, 7-6, 6-2, 6-3) y en tercera a Liam Broady (6-3, 6-4, 7-5). Pierde en octavos de final ante Christian Garín (2-6, 5-7, 7-6, 6-4, 7-6). 
Se proclama campeón del Torneo de Atlanta al imponerse en la final 6-3, 6-3 a Jenson Brooksby. En el Torneo de Washington pierde en primera ronda ante Yoshihito Nishioka. En este mismo torneo es semifinalista en dobles junto a Frances Tiafoe, partido en el que se retiran antes de jugar contra Nick Kyrgios y Jack Sock. 
En el Masters de Canadá gana en primera ronda a Denis Shapovalov (5-7, 6-7) y en segunda a Grigor Dimitrov (7-6, 7-5). Pierde en octavos de final ante su compatriota Nick Kyrgios (6-2, 6-3). En el Masters de Cincinnati gana su primer partido a Henri Laaksonen (2-6, 2-6) y pierde el segundo ante Félix Auger-Aliassime (6-3, 6-2). 
En el Abierto de Estados Unidos gana en primera ronda a Filip Krajinović (5-7, 2-6, 3-6) y en segunda a Christian Garín (3-6, 0-6, 6-4, 2-6).Pierde en tercera ronda ante Pablo Carreño (6-1, 6-1, 3-6, 7-6). 
Es convocado por John McEnroe para disputar la Laver Cup en Londres como miembro del Equipo Resto del Mundo junto a: Taylor Fritz, Félix Auger-Aliassime, Diego Schwartzman, Frances Tiafoe, Jack Sock y Tommy Paul (este último como suplente). Disputa un partido individual ante Andy Murray ganando 7-5, 3-6, 7-10 y uno en dobles junto a Jack Sock perdiendo 7-5, 6-2 ante Matteo Berrettini y Novak Djokovic. El Equipo Resto del Mundo gana la competición.
En la gira asiática disputa el Torneo de Tokio perdiendo su primer partido ante Soon-Woo Kwon (6-3, 6-2). De vuelta en Europa disputa el Torneo de Estocolmo donde es semifinalista perdiendo 6-4, 6-7, 5-7 ante Holger Rune. 
En el Torneo de Basilea pierde en primera ronda ante Holger Rune (2-6, 5-7). En el Masters de París gana en las dos primeras rondas a Sebastian Korda (4-6, 6-4, 4-6) y a Daniil Medvédev (4-6, 6-2, 5-7), pierde en octavos de final ante Frances Tiafoe (3-6, 6-7). 

### 2023: ganador del Abierto Mexicano y finalista del Masters de Canadá
Empieza el año disputando la United Cup en Sídney como parte del equipo australiano junto a Ajla Tomljanović, Zoe Hives, Jason Kubler, Samantha Stosur y John Peers. No logran pasar de la fase de grupos. 
En el Abierto de Australia gana en primera ronda a Hsu Yu-hsiou (2-6, 2-6, 3-6), en segunda a Adrian Mannarino (6-7, 6-4, 4-6, 1-6) y en tercera a Benjamin Bonzi (6-7, 2-6, 1-6). Pierde en cuarta ronda 2-6, 1-6, 2-6 ante Novak Djokovic. 
En el Torneo de Róterdam pierde en cuartos de final ante Grigor Dimitrov (6-3, 3-6, 7-6) y en el Torneo de Marsella pierde en la misma ronda ante Benjamin Bonzi (6-2, 6-4). 
Se proclama campeón del Abierto Mexicano tras ganar en la final 6-3, 4-6, 1-6 a Tommy Paul. En el Masters de Indian Wells pierde en primera ronda ante Márton Fucsovics (6-4, 6-2). En el Masters de Miami pierde de nuevo en su debut ante Quentin Halys (7-6, 6-7, 6-7). 
En tierra batida comienza con una victoria en el Masters de Montecarlo ante Andy Murray (6-1, 6-3) y pierde el segundo ante Jan-Lennard Struff (3-6, 2-6). En el Torneo de Barcelona pierde en cuartos de final ante Stéfanos Tsitsipás (4-6, 2-6). 
En el Masters de Madrid gana su primer partido ante Marco Cecchinato (6-4, 7-6) y pierde el segundo ante Aslán Karatsev (3-6, 6-4, 4-6). En el Masters de Roma pierde en primera ronda ante Márton Fucsovics (3-6, 4-6). En este mismo torneo alcanza los cuartos de final en la categoría de dobles junto a Jason Kubler perdiendo 6-4, 6-4 ante Wesley Koolhof y Neal Skupski. 
En Roland Garros pierde en segunda ronda ante Tomás Martín Etcheverry (6-3, 7-6, 6-3) tras ganar en primera ronda a Iliá Ivashka (1-6, 7-5, 1-6, 3-6). 
En el Torneo de 's-Hertogenbosch pierde 4-6, 6-3, 6-4 ante Tallon Griekspoor en cuartos de final. En este torneo es semifinalista en dobles junto a Jordan Thompson retirándose antes de disputar su partido contra Gonzalo Escobar y Aleksandr Nedovésov. 
Es finalista del Torneo Queens Club perdiendo la final ante Carlos Alcaraz (6-4, 6-4). En Wimbledon gana en primera ronda a Kimmer Coppejans (7-6, 3-6, 3-6, 6-7) y pierde en segunda ronda contra Matteo Berrettini (6-3, 6-4, 6-4). Participa en el dobles mixtos junto a su pareja Katie Boulter perdiendo en octavos de final 3-6, 6-4, 6-7 contra Joran Vliegen y Xu Yifan. 
En el Torneo de Atlanta pierde en cuartos de final 7-6, 6-3 ante Ugo Humbert. Es finalista del Torneo de Los Cabos perdiendo la final 6-3, 6-4 ante Stéfanos Tsitsipás.
Es finalista del Masters de Canadá. En las primeras rondas vence a Cameron Norrie (7-5, 6-4), a Gabriel Diallo (4-6, 5-7), a Taylor Fritz (6-7, 6-4, 1-6) en los octavos de final, a Daniil Medvédev (7-6, 7-5) en cuartos de final y a Alejandro Davidovich Fokina (1-6, 3-6) en semifinales. En la final pierde 6-4, 6-1 ante Jannik Sinner. 
En el Masters de Cincinnati pierde en segunda ronda ante Gaël Monfils (7-5, 6-4). En el Abierto de Estados Unidos gana el las tres primeras rondas a Timofey Skatov (2-6, 6-3, 1-6, 5-7), Wu Yibing (1-6, 2-6, 1-6) y Nicolás Jarry (1-6, 3-6, 2-6). Cae en octavos de final 2-6, 6-4, 6-1, 6-2 ante Daniil Medvédev. 
En la gira asiática empieza disputando el Torneo de Pekín donde pierde en octavos de final ante Daniil Medvédev (6-7, 3-6). En el Masters de Shanghái pierde en primera ronda ante Fábián Marozsán (6-3, 7-5). Pierde en cuartos de final 3-6, 2-6 contra Aslán Karatsev en el Torneo de Tokio. 
Disputa el Torneo de Basilea donde cae en octavos de final 4-6, 3-6 ante Tallon Griekspoor. En el Masters de París gana en las dos primera rondas a Andy Murray (6-7, 6-4, 5-7) y a Dušan Lajović (6-4, 4-6, 4-6), en octavos de final su contrincante Jannik Sinner se retira antes de disputar su partido y pierde en cuartos de final ante Andréi Rubliov (6-4, 3-6, 1-6). 

### 2024: Top 10, victoria sobre el N.º1, debut en las ATP Finals
Disputa la United Cup en Perth como miembro del equipo australiano junto a Ajla Tomljanović, Storm Hunter, John Millman, Ellen Perez y Matthew Ebden. En su primer partido perdió ante el N.º 18 del mundo, Cameron Norrie de Gran Bretaña. En su segundo partido ganó contra el N.º 10 del mundo, Taylor Fritz, en su primer partido del año, para ayudar al Equipo de Australia a avanzar a los cuartos de final del torneo, después de superar a Estados Unidos y Gran Bretaña en porcentaje de victorias. En los cuartos de final, sorprendió a Novak Djokovic derrotándolo por 6-4, 6-4 encaminando a Australia a una victoria de 3-0, y su primera victoria sobre un N.º 1 del mundo, y le dio a Djokovic su primera derrota en Australia desde que Hyeon Chung lo venció en el Abierto de Australia de 2018. En las semifinales, remontó un set en contra para lograr su tercera victoria consecutiva contra top 10 en el torneo, después de vencer al N.º 7 del mundo, Alexander Zverev. Sin embargo, Australia no logró avanzar a la final, luego de una derrota por 1-2 ante el eventual campeón Alemania. 
En el Abierto de Australia gana en las tres primeras rondas a Miloš Raonić (6-7, 6-3, 2-0), a Matteo Arnaldi (6-3, 6-0, 6-3) y a Flavio Cobolli (6-3, 6-3, 6-1), ante de perder en cuarta ronda contra Andréi Rubliov (4-6, 7-6, 7-6, 3-6, 0-6). Luego de su actuación en Australia, entró por primera vez al top-10 del ranking ATP, como resultado, se convirtió en el primer australiano en ingresar al top 10 desde Lleyton Hewitt en 2006. 
En febrero, como cabeza de serie no.5 disputó el Torneo de Róterdam, donde el llegó a las finales después de derrotar al segundo favorito y número 5 del mundo, Andrey Rublev, en los cuartos de final y a Grigor Dimitrov en las semifinales.  En la final, pierde por 7-5, 6-4 ante Jannik Sinner.  Luego de esto logró ascender a un nuevo puesto en el ranking, ubicándose en el número nueve del mundo.  
En el Torneo de Los Cabos pierde en primera ronda sorpresivamente ante Alex Michelsen (4-6, 1-6). Posteriormente defendió su título del Abierto Mexicano en Acapulco, derrotando a Stefanos Tsitsipas en cuartos de final por primera vez e imponerse en la final 6-4, 6-4 a Casper Ruud. Con esto, De Minaur se convirtió en el primer jugador en defender un título en Acapulco desde David Ferrer en 2012. 
En el Masters de Indian Wells gana en las primeras rondas a Taro Daniel (1-6, 2-6) y a Aleksandr Búblik (5-7, 0-6) y pierde en octavos de final ante Alexander Zverev (5-7, 6-2, 6-3). En el Masters de Miami gana a Soon-Woo Kwon (6-3, 6-2) y a Jan-Lennard Struff (7-6, 6-4) y pierde en octavos de final ante Fábián Marozsán (4-6, 6-0, 1-6). 
Luego de la gira por Estados Unidos, disputó el Masters de Montecarlo donde le gana por 6-3, 6-0 a Stan Wawrinka; a Tallon Griekspoor 2-6, 6-2, 6-3 y a Alexei Popyrin 6-3, 6-4, pero pierde en cuartos de final ante Novak Djokovic en sets corridos por 7-5, 6-4. En el Torneo de Barcelona solo pudo ganar un partido, a Rafa Nadal por 7-5, 6-1, en la siguiente ronda pierde contra Arthur Fils por 5-7 y 2-6. 
Después de un paso breve en el Masters de Madrid donde pierde en primera ronda ante Rafael Nadal (6-7, 3-6), disputa el Masters de Roma donde gana a Roberto Carballés por 3-6, 2-6 y luego a Félix Auger-Aliassime luego de perder el primer set por 6-7, ganaría los siguientes dos por doble 6-4, en octavos de final enfrentó a Stéfanos Tsitsipás que se impuso por 1-6, 2-6. 
En Roland Garros gana las cuatro primeras rondas a Alex Michelsen (6-1, 6-0, 6-2), Jaume Munar (7-5, 6-1, 6-4), Jan-Lennard Struff (4-6, 6-4, 6-3, 6-3) y a Daniil Medvédev (4-6, 6-2, 6-1, 6-3). Pierde en cuartos de final contra Alexander Zverev (6-4, 7-6, 6-4).
Se proclama campeón del Torneo de 's-Hertogenbosch tras vencer en la final a Sebastian Korda (6-2, 6-4). En el Torneo de Queens Club pierde en primera ronda ante Lorenzo Musetti (1-6, 6-4, 6-2). 
En Wimbledon gana en primera ronda a James Duckworth (6-7, 6-7, 6-7), en segunda a Jaume Munar (2-6, 2-6, 5-7), en tercera a Lucas Pouille tras la retirada de este y en octavos de final a Arthur Fils (2-6, 4-6, 6-4, 3-6). Se retira en cuartos de final antes de enfrentarse a Novak Djokovic. 
Debido a una lesión no disputa ningún torneo hasta el Abierto de Estados Unidos. En primera ronda vence a Marcos Giron (6-3, 6-4, 5-7, 6-4), en segunda a Otto Virtanen (7-5, 6-1, 7-6), en tercera a Daniel Evans (6-3, 6-7, 6-0, 6-0) y en octavos de final a Jordan Thompson (6-0, 3-6, 6-3, 7-5). Pierde en cuartos de final ante Jack Draper (6-3, 7-5, 6-2).
En el Torneo de Amberes pierde en cuartos de final ante Hugo Gaston (3-6, 6-3, 5-7). Es semifinalista del Torneo de Viena perdiendo ante Karén Jachánov (6-2, 6-4). 
En el Masters de París gana en las dos primera rondas a Mariano Navone (7-5, 6-1) y a Miomir Kecmanović (6-4, 7-6). En octavos de final vence a Jack Draper (5-7, 6-2, 6-3) y en cuartos de final cae ante Holger Rune (6-4, 4-6, 7-5). 
Se clasifica por primera vez en su carrera para las ATP Finals de Turín como jugador número 8. No logra pasar de la fase de grupos al no ganar ninguno de sus partidos ante Jannik Sinner (6-3, 6-4), Daniil Medvédev (6-2, 6-4) y Taylor Fritz (5-7, 6-4, 6-3).

### 2025: Cuartos de final del Abierto de Australia y final en Róterdam
Comenzó su temporada representando a Australia en la United Cup 2025, derrotando a Tomás Martín Etcheverry de Argentina y a Billy Harris de Reino Unido. A pesar de esto, Australia no logró avanzar más allá de la fase de grupos. De Minaur continuó su buen rendimiento en el Abierto de Australia, donde fue sembrado 8.º, alcanzando los cuartos de final por primera vez tras superar en primera ronda a Botic van de Zandschulp en tres set (6-1, 7-5, 6-4), a Tristan Boyer en la segunda ronda en sets corridos (6-2, 6-4, 6-3), en la tercera ronda se impuso ante Francisco Cerúndolo en cuatro sets (5-7,7-6, 6-3, 6-3), para enfrentar a Alex Michelsen en la cuarta ronda, al que se impuso sin problemas en sets corridos por marcador de 6-0, 7-6, 6-3 para avanzar a los cuartos de final por primera vez en su carrera, donde fue eliminado por el no.1 del mundo Jannik Sinner en sets corridos por  6-3, 6-2, 6-1.

## ATP World Tour Masters 1000

#### Finalista (1)
| Año  | Torneo  | Superficie | Ind/Outdoor | Oponente en la final | Resultado |
| 2023 | Toronto | Dura       | Outdoor     | Jannik Sinner        | 4-6, 1-6  |

## Títulos ATP (11; 10+1)

### Individual (10)
| Leyenda                         |
| Grand Slam (0)                  |
| ATP World Tour Finals (0)       |
| ATP World Tour Masters 1000 (0) |
| ATP World Tour 500 (3)          |
| ATP World Tour 250 (7)          |

| N.º | Fecha                    | Torneo           | Superficie | Oponente en la final | Resultado        |
| --- | ------------------------ | ---------------- | ---------- | -------------------- | ---------------- |
| 1.  | 12 de enero de 2019      | Sídney           | Dura       | Andreas Seppi        | 7-5, 7-6(5)      |
| 2.  | 28 de julio de 2019      | Atlanta          | Dura       | Taylor Fritz         | 6-3, 7-6(2)      |
| 3.  | 29 de septiembre de 2019 | Zhuhai           | Dura       | Adrian Mannarino     | 7-6(4), 6-4      |
| 4.  | 13 de enero de 2021      | Antalya          | Dura       | Aleksandr Búblik     | 2-0, ret.        |
| 5.  | 26 de junio de 2021      | Eastbourne       | Hierba     | Lorenzo Sonego       | 4-6, 6-4, 7-6(5) |
| 6.  | 31 de julio de 2022      | Atlanta (2)      | Dura       | Jenson Brooksby      | 6-3, 6-3         |
| 7.  | 5 de marzo de 2023       | Acapulco         | Dura       | Tommy Paul           | 3-6, 6-4, 6-1    |
| 8.  | 2 de marzo de 2024       | Acapulco (2)     | Dura       | Casper Ruud          | 6-4, 6-4         |
| 9.  | 16 de junio de 2024      | 's-Hertogenbosch | Hierba     | Sebastian Korda      | 6-2, 6-4         |
| 10. | 27 de julio de 2025      | Washington       | Dura       | Alejandro Davidovich | 5-7, 6-1, 7-6(3) |

#### Finalista (9)
| N.º | Fecha                 | Torneo       | Superficie | Oponente en la final | Resultado     |
| --- | --------------------- | ------------ | ---------- | -------------------- | ------------- |
| 1.  | 13 de enero de 2018   | Sídney       | Dura       | Daniil Medvédev      | 6-1, 4-6, 5-7 |
| 2.  | 5 de agosto de 2018   | Washington   | Dura       | Alexander Zverev     | 2-6, 4-6      |
| 3.  | 27 de octubre de 2019 | Basilea      | Dura (i)   | Roger Federer        | 2-6, 2-6      |
| 4.  | 25 de octubre de 2020 | Amberes      | Dura (i)   | Ugo Humbert          | 1-6, 6-7(4)   |
| 5.  | 25 de junio de 2023   | Queen's Club | Hierba     | Carlos Alcaraz       | 4-6, 4-6      |
| 6.  | 5 de agosto de 2023   | Los Cabos    | Dura       | Stefanos Tsitsipas   | 3-6, 4-6      |
| 7.  | 13 de agosto de 2023  | Toronto      | Dura       | Jannik Sinner        | 4-6, 1-6      |
| 8.  | 18 de febrero de 2024 | Róterdam     | Dura (i)   | Jannik Sinner        | 5-7, 4-6      |
| 9.  | 9 de febrero de 2025  | Róterdam     | Dura (i)   | Carlos Alcaraz       | 4-6, 6-3, 2-6 |

### Dobles (1)
| Leyenda                         |
| Grand Slam (0)                  |
| ATP Wourld Tour Finals (0)      |
| ATP Masters 1000 World Tour (1) |
| ATP World Tour 500 series (0)   |
| ATP World Tour 250 series (0)   |

| N.º | Fecha                | Torneo     | Superficie | Pareja        | Oponentes en la final     | Resultado |
| --- | -------------------- | ---------- | ---------- | ------------- | ------------------------- | --------- |
| 1.  | 29 de agosto de 2020 | Cincinnati | Dura       | Pablo Carreño | Jamie Murray Neal Skupski | 6-2, 7-5  |

## Next Gen ATP Finals

### Finalista (2)
| N.º | Fecha                   | Torneo              | Superficie | Oponente en la final | Resultado                |
| --- | ----------------------- | ------------------- | ---------- | -------------------- | ------------------------ |
| 1.  | 10 de noviembre de 2018 | Next Gen ATP Finals | Dura (i)   | Stefanos Tsitsipas   | 4-2, 1-4, 3-4(3), 3-4(3) |
| 2.  | 9 de noviembre de 2019  | Next Gen ATP Finals | Dura (i)   | Jannik Sinner        | 2-4, 1-4, 2-4            |

## Clasificación histórica
| Grand Slam                 |                 |                 |                 |                    |                    |                    |                    |                    |              |              |
| Australian Open            | 2R              | 1R              | 3R              | A                  | 3R                 | 4R                 | 4R                 | 4R                 | 0 / 7        | 14-7         |
| Roland Garros              | 1R              | 1R              | 2R              | 1R                 | 2R                 | 1R                 | 2R                 | CF                 | 0 / 8        | 7-8          |
| Wimbledon                  | Q2              | 3R              | 2R              | ND                 | 1R                 | 4R                 | 2R                 | CF                 | 0 / 6        | 10-5         |
| US Open                    | 1R              | 3R              | 4R              | CF                 | 1R                 | 3R                 | 4R                 | CF                 | 0 / 8        | 18-8         |
| Ganados-Perdidos           | 1-3             | 4-4             | 7-4             | 4-2                | 3-4                | 8-4                | 8-4                | 15–3               | 0 / 27       | 49–28        |
| Torneos de maestros        |                 |                 |                 |                    |                    |                    |                    |                    |              |              |
| ATP Finals                 | No se clasificó | No se clasificó | No se clasificó | No se clasificó    | No se clasificó    | No se clasificó    | No se clasificó    | RR                 | 0 / 1        | 0-0          |
| Next Generation ATP Finals | NSC             | F               | F               | Menores de 21 años | Menores de 21 años | Menores de 21 años | Menores de 21 años | Menores de 21 años | 0 / 2        | 8-2          |
| Ganados-Perdidos           | 0-0             | 4-1             | 4-1             | 0-0                | 0-0                | 0-0                | 0-0                |                    | 0 / 3        | 8-5          |
| ATP Tour Masters 1000      |                 |                 |                 |                    |                    |                    |                    |                    |              |              |
| Indian Wells               | Q2              | 2R              | 2R              | ND                 | 4R                 | 4R                 | 2R                 | 4R                 | 0 / 6        | 7-6          |
| Miami                      | A               | 1R              | A               | ND                 | 2R                 | 3R                 | 2R                 |                    | 0 / 4        | 1-4          |
| Montecarlo                 | A               | Q1              | A               | ND                 | 1R                 | 2R                 | 2R                 |                    | 0 / 3        | 2-3          |
| Madrid                     | A               | A               | 1R              | ND                 | 3R                 | 2R                 | 3R                 |                    | 0 / 4        | 4-4          |
| Roma                       | A               | A               | 1R              | 1R                 | 1R                 | 3R                 | 2R                 |                    | 0 / 5        | 2-5          |
| Canadá                     | A               | A               | 1R              | ND                 | 2R                 | 3R                 | F                  |                    | 0 / 4        | 7-4          |
| Cincinnati                 | A               | A               | 3R              | 1R                 | 2R                 | 2R                 | 2R                 |                    | 0 / 5        | 5-5          |
| Shanghái                   | A               | 3R              | 1R              | No Disputado       | No Disputado       | No Disputado       | 2R                 |                    | 0 / 3        | 2-3          |
| París                      | A               | 1R              | 3R              | 3R                 | 1R                 | 3R                 | CF                 |                    | 0 / 6        | 8-6          |
| Ganados-Perdidos           | 0-0             | 3-4             | 4-7             | 2-3                | 5-8                | 12-8               | 10-9               | 2-1                | 0 / 40       | 38-40        |
| Representación Nacional    |                 |                 |                 |                    |                    |                    |                    |                    |              |              |
| Juegos Olímpicos           | No disputado    | No disputado    | No disputado    | No disputado       | A                  | ND                 | ND                 |                    | 0 / 0        | 0-0          |
| Copa Davis                 | A               | 1R              | CF              | A                  | RR                 | F                  | F                  |                    | 0 / 5        | 15-7         |
| ATP Cup                    | Inexistente     | Inexistente     | Inexistente     | SF                 | RR                 | RR                 | ND                 |                    | 0 / 3        | 4-5          |
| United Cup                 | Inexistente     | Inexistente     | Inexistente     | Inexistente        | Inexistente        | Inexistente        | RR                 |                    | 0 / 1        | 1-1          |
| Total G-P                  | 0-0             | 0-3             | 4-0             | 2-2                | 1-3                | 8-2                | 5-3                |                    | 0 / 9        | 20-13        |
| Estadísticas               |                 |                 |                 |                    |                    |                    |                    |                    |              |              |
|                            | 2017            | 2018            | 2019            | 2020               | 2021               | 2022               | 2023               | 2024               | Totales      | Totales      |
| Torneos                    | 5               | 19              | 23              | 9                  | 25                 | 25                 | 27                 |                    | 133          | 133          |
| Títulos                    | 0               | 0               | 3               | 0                  | 2                  | 1                  | 1                  |                    | 7            | 7            |
| Finales                    | 0               | 2               | 3               | 1                  | 2                  | 1                  | 4                  |                    | 13           | 13           |
| Ganados-Perdidos           | 2-5             | 28-23           | 41-20           | 13-10              | 25-25              | 47-25              | 46-26              |                    | 202-134      | 202-134      |
| Victorias (%)              | 28%             | 54%             | 67%             | 57%                | 50%                | 65%                | 64%                |                    | 60.12%       | 60.12%       |
| Ranking                    | 208             | 31              | 18              | 23                 | 34                 | 24                 | 12                 |                    | $ 12 487 731 | $ 12 487 731 |

Leyenda
| G | F | SF | CF | #R | RR | C# | P# | NSC | NE | A | Z# | PO | O | P | B | ATP# | TI | TD | ND |

## Challengers y Futures

### Individuales
| Leyenda (Singles) |
| ----------------- |
| Challengers (1)   |
| Futures (1)       |

### Ganados (2)
| N.º | Fecha      | Torneo                   | Superficie | Oponentes en la final    | Resultado     |
| --- | ---------- | ------------------------ | ---------- | ------------------------ | ------------- |
| 1.  | 16.07.2017 | Portugal F11             | Dura       | Frederico Ferreira Silva | 6-1, 2-6, 6-4 |
| 2.  | 17.06.2018 | Challenger de Nottingham | Hierba     | Daniel Evans             | 7-6(4), 7-5   |

## Vida personal
De Miñaur nació en Sídney de padre uruguayo y madre española.  De Miñaur tiene la doble nacionalidad australiana y española. Empezó a jugar al tenis con 5 años en Alicante, España, con su actual entrenador, Adolfo Gutiérrez. A los 12 años, tras una prueba en Roland Garros con Todd Woodbridge, su familia se volvió a trasladar a Sídney para su entrenamiento con Lleyton Hewitt y el propio Todd Woodbridge.
En diciembre de 2024 anuncia su compromiso con la tenista británica Katie Boulter. 